# Ahmed Naser Al-Raisi
Ahmed Naser Al-Raisi est un commissaire de police, général émirati et l'inspecteur général du ministère de l'Intérieur des Émirats arabes unis. 
Candidat à la présidence d'Interpol, il est élu président de l'organisation internationale de police criminelle le jeudi 25 novembre 2021 ; cette fonction de président est essentiellement honorifique, le directeur effectif de l'organisation étant son secrétaire général.
Plusieurs organisations de défense des droits humains et des élus européens se sont opposés en vain à l'élection d'Al-Raisi, estimant qu’elle porterait atteinte à la mission d'Interpol : en effet, il est visé par plusieurs plaintes pour « torture » en France et en Turquie.

## Biographie

### Formation
Il est titulaire d'un doctorat de l'université métropolitaine de Londres.

### Parcours professionnel
Entré dans la police d'Abou Dhabi en 1980, il gravit les échelons pour devenir directeur général des opérations centrales en 2005. Il est nommé inspecteur général du ministère de l'Intérieur en 2015. Il a joué un rôle clé dans l'arrestation de Matthew Hedges (en).

### Élection à la présidence d'Interpol
Il est membre du comité exécutif d'Interpol, et est délégué de l'Asie depuis 2018.
Il est le candidat officiel des Émirats arabes unis pour succéder à Kim Jong-yang à la présidence d'Interpol en 2022. Accusé d'avoir présidé à la torture, sa candidature a été fermement condamnée par différents groupes de défense des droits de l'homme. Une coalition de 19 de ces ONG, dont Human Rights Watch et le Gulf Center for Human Rights, a rédigé une lettre ouverte adressée à Interpol déconseillant la nomination d'Al-Raisi,. Un rapport de David Calvert-Smith, un ancien juge de la Haute Cour de justice du Royaume-Uni, a affirmé qu'Al-Raisi « n'est pas adapté pour le poste ».
Après trois tours de scrutin, il est élu le 25 novembre 2021 pour un mandat de quatre ans avec environ 69 % des voix, le mode de scrutin exigeant une majorité des deux tiers. Le fait que les Émirats arabes unis sont le deuxième plus grand contributeur au budget d'Interpol fait naître des allégations selon lesquelles les Émirats arabes unis pourraient avoir acheté le résultat de cette élection. La candidate finalement non retenue, la Tchèque Sarka Havrankova, rappelle dans un tweet que les statuts de l’organisation impliquent de « s’opposer aux arrestations et détentions arbitraires et de condamner la torture ».

## Poursuites judiciaires

### Plaintes pour accusation de torture
En juin 2021, une plainte a été déposée à Paris par le Gulf Center for Human Rights contre Al-Raisi. La plainte l'accuse d'être responsable de la torture d'Ahmed Mansoor, un poète, ingénieur et militant des droits de l'homme émirati arrêté en 2017,. Une autre plainte sur les mêmes fondements juridiques a été déposée à Lyon par l'avocat Gilles Devers, pour le compte de l'organisation AFD International. L'avocat William Bourdon, qui est à l'origine de la première plainte, a par ailleurs déposé en novembre une nouvelle plainte auprès du procureur d'Istanbul, qui reprend les termes de celle déposée à Paris.
En septembre 2021, une troisième plainte est déposée en France à son encontre par l'avocat britannique Rodney Dixon pour deux victimes du régime émirati : l'universitaire Matthew Hedges, arrêté, détenu et torturé aux Émirats de mai à novembre 2018, et Ali Issa Ahmed, un citoyen britannique venu assister à la coupe d'Asie des nations en janvier 2019. Agressé au couteau par des policiers pour avoir porté un maillot du Qatar, il est hospitalisé, puis emprisonné plusieurs semaines, avant d'être expulsé sous la pression britannique.
En France, en juin 2021, trente-cinq parlementaires, membres de l'opposition et de la majorité, ont écrit au président de la République Emmanuel Macron pour demander l'opposition de Paris à la candidature d'Ahmed Nasser Al-Raisi à la tête d'Interpol.
À mesure que les Émirats arabes unis ont prévu des voyages d'Al-Raisi dans les pays membres d'Interpol, l'opposition à la candidature à l'Émirati s'est renforcée. Le 12 novembre 2021, les députés allemands ont signé une pétition exprimant leur profonde préoccupation concernant la nomination de l'Al-Raisi au poste de directeur d'Interpol. L'avocat britannique de Matthew Hedges et Ali Ahmad, Rodney Dixon, a déposé une plainte et a exhorté les autorités suédoises d'arrêter Al-Raisi à son arrivée en Suède. Le 13 novembre 2021, les deux Britanniques ont émis une demande similaire à l'arrestation d'Al-Raisi auprès des autorités de la police norvégienne. La Suède et la Norvège sont deux juridictions qui leur permettent d'engager des enquêtes pénales indépendamment de la nationalité d'une personne ou du pays de la commission du crime. En France, le Gulf Center for Human Rights a déjà déposé une plainte contre Al-Raisi pour des actes d'inhumanité et de torture commis pendant l'emprisonnement d'Ahmed Mansoor, détenu à l'isolement aux Émirats arabes unis depuis quatre ans.
Le 18 janvier 2022, l'avocat français du défenseur des droits de l'homme émirati et blogueur Ahmed Mansour, William Bourdon, a déposé une plainte pour torture contre Al-Raisi. En outre, les avocats de deux Britanniques, Matthew Hedges et Ali Issa Ahmad, ont déposé une plainte pénale pour crimes contre l'humanité et crimes de guerre au tribunal de Paris. Le 9 février 2022, la Haute Cour de justice de Londres a accordé une action en justice contre Al Raisi. Le 17 février 2022, les avocats ont critiqué la poursuite anti-terroriste pour avoir retardé la décision sur une plainte de torture pour Al Raisi[C'est-à-dire ?]. Le 24 mars 2022, la France a ouvert une enquête contre lui au sujet d'allégations selon lesquelles il aurait été impliqué dans des tortures et des actes de barbarie. Le 11 mai 2022, les autorités françaises ont ouvert une affaire contre lui concernant des accusations de torture et de détention arbitraire.